# SM UB-67
SM UB-67 – niemiecki okręt podwodny z okresu I wojny światowej, jedna z 96 zbudowanych jednostek typu UB III.
Okręt miał wyporność 513 ton w położeniu nawodnym i 647 ton pod wodą, a jego główną bronią było 10 torped o kalibrze 500 mm wystrzeliwanych z pięciu wyrzutni. Napędzana silnikami wysokoprężnymi i elektrycznymi jednostka rozwijała prędkość 13,2 węzła na powierzchni i 7,6 węzła w zanurzeniu, osiągając zasięg nawodny wynoszący 9090 Mm przy prędkości 6 węzłów (i 55 Mm przy prędkości 4 węzłów pod wodą).
UB-67 został zwodowany 16 czerwca 1917 roku w stoczni Germaniawerft w Kilonii, a do służby w Kaiserliche Marine wcielono go 23 sierpnia 1917 roku. W czasie służby operacyjnej w 5. Flotylli U-Bootów i 1. Flotylli U-Bootów Hochseeflotte odbył trzy patrole bojowe, podczas których zatopił jeden statek o pojemności 13 936 BRT i trałowiec o wyporności 810 ton. SM UB-67 został poddany Wielkiej Brytanii w listopadzie 1918 roku w wyniku podpisania rozejmu w Compiègne, a następnie złomowany w Swansea w 1922 roku.

## Projekt i budowa
Wydane w kwietniu 1915 roku przez Inspektorat U-Bootów memorandum wzywało kierownictwo Cesarskiej Marynarki Wojennej do zaprojektowania i budowy uproszczonego typu okrętu podwodnego, który miał zostać wykorzystany w działaniach blokadowych Wielkiej Brytanii. Budowa dużych, oceanicznych okrętów podwodnych zabierała zbyt wiele czasu, podobnie jak produkcja używanych do ich napędu silników wysokoprężnych o dużej mocy. Konsekwencją był duży niedobór jednostek tej klasy w niemieckiej flocie. Wznowienie na początku 1916 roku nieograniczonej wojny podwodnej sprawiło, że konieczne stało się opracowanie średniej wielkości okrętu podwodnego uzbrojonego w torpedy, który można było szybko zbudować. Przybrzeżne okręty typu UB II były zbyt słabo uzbrojone i miały niewystarczający zasięg, przez co ich użycie ograniczone było przeważnie do wód Morza Północnego i kanału La Manche, natomiast nowo projektowane torpedowe okręty podwodne musiały być zdolne do operowania wokół Wysp Brytyjskich i na Morzu Śródziemnym. Zrezygnowano z wcześniejszego schematu prostych jednostek jednokadłubowych z zewnętrznymi zbiornikami balastowymi na rzecz konstrukcji dwukadłubowej.
Projekt nowego okrętu podwodnego średniej wielkości oparto na konstrukcji udanych podwodnych stawiaczy min typu UC II. Dziobowej części okrętu nadano nowy profil, a szyby minowe zastąpiono przedziałem torpedowym z czterema wewnętrznymi wyrzutniami torped; powiększono również wyposażony w dwa peryskopy kiosk. Znacznie zwiększono moc silników spalinowych i elektrycznych, jak i pojemność zbiorników paliwa, jednak odbyło się to kosztem zmniejszenia o 40% wielkości baterii akumulatorów i o blisko 30% ich pojemności w stosunku do SM U-16, przez co spadła prędkość podwodna i zasięg. Okręty charakteryzowały się doskonałą manewrowością i krótkim czasem zanurzania, wynoszącym 30 sekund. Budowa okrętów o nadanym przez Inspektorat U-Bootów numerze projektu 44, zwanych później typem UB III, miała rozpocząć się po zrealizowaniu przez stocznie kontraktów na budowę jednostek typu UB II i UC II, czyli najwcześniej wiosną 1917 roku.
SM UB-67 zamówiony został 20 maja 1916 roku jako jednostka z liczącej 24 jednostki I serii okrętów typu UB III . Powstał w stoczni Germaniawerft w Kilonii jako jeden z ośmiu okrętów typu UB III zbudowanych w tej wytwórni . UB-67 otrzymał numer stoczniowy 285 (Werk 285)  . Stępkę okrętu położono w 1916 roku , a zwodowany został 16 czerwca 1917 roku. Koszt budowy okrętu wyniósł 3 mln 276 tys. marek.

## Dane taktyczno-techniczne

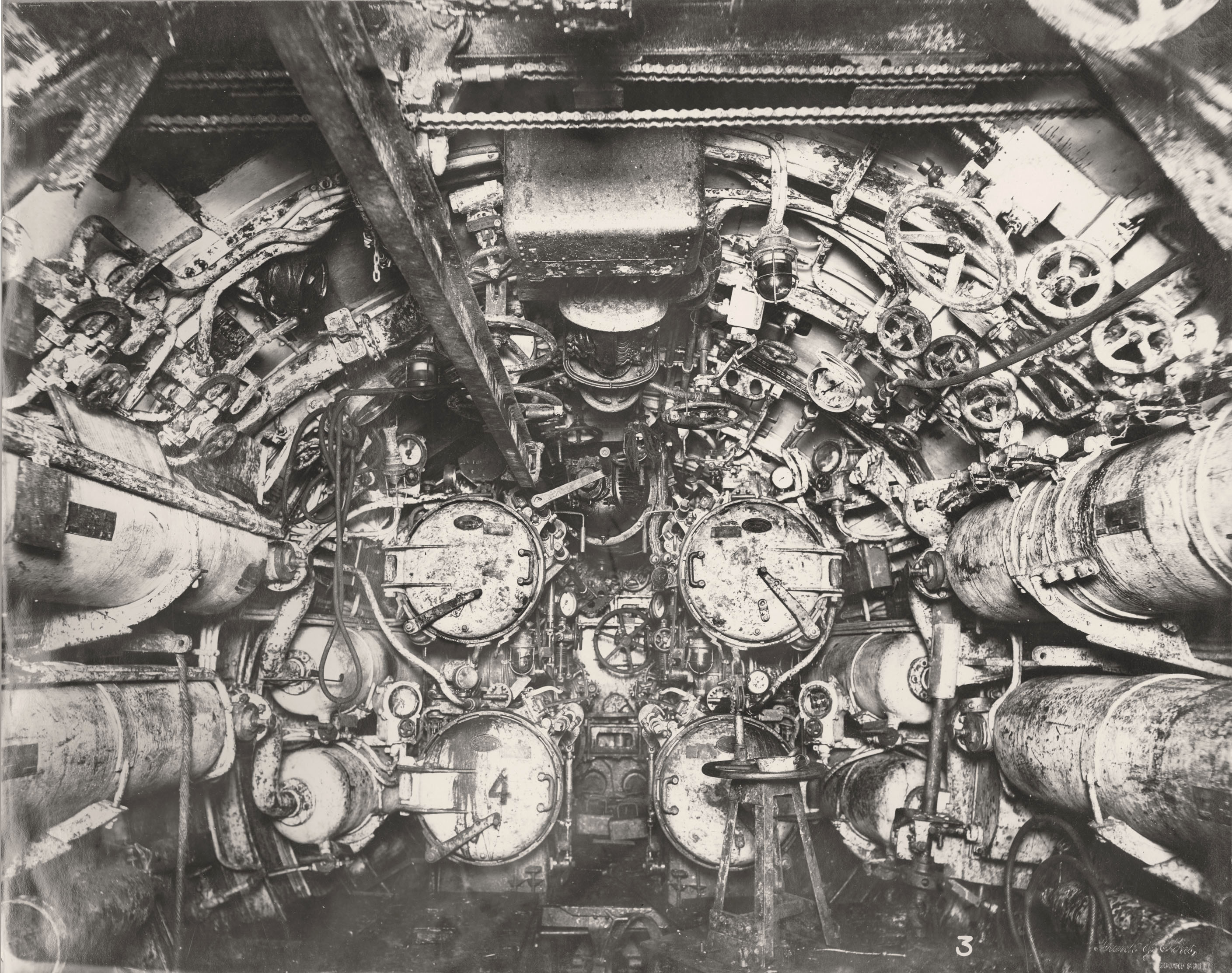
Wnętrze przedziału torpedowego siostrzanego okrętu SM UB-110

SM UB-67 był średniej wielkości okrętem podwodnym o konstrukcji dwukadłubowej. Długość całkowita wynosiła 55,83 metra, szerokość 5,8 metra i zanurzenie 3,67 metra. Kadłub sztywny miał 40,1 metra długości i 3,9 metra szerokości . Podzielony był grodziami na następujące przedziały (od dziobu): przedział torpedowy, pomieszczenia załogi, centrala, pomieszczenia załogi, przedział silników spalinowych, przedział silników elektrycznych oraz rufowy przedział torpedowy. Wysokość (od stępki do szczytu kiosku) wynosiła 8,25 metra . Dziób jednostki przystosowany był do przecinania sieci przeciwpodwodnych. Wyporność w położeniu nawodnym wynosiła 513 ton, a w zanurzeniu 647 ton.
Okręt napędzany był na powierzchni przez dwa 6-cylindrowe, czterosuwowe silniki wysokoprężne MAN S6V35/35 o łącznej mocy 809 kW (1100 KM) przy 450 obr./min, zaś pod wodą poruszał się dzięki dwóm silnikom elektrycznym SSW o łącznej mocy 580 kW (788 KM) przy 362 obr./min. Dwa wały napędowe obracały dwie śruby o średnicy 1,4 metra każda. Jednostka wyposażona była w dwa stery kierunku i dwa podwójne stery głębokości. Okręt osiągał prędkość 13,2 węzła na powierzchni i 7,6 węzła w zanurzeniu. Zasięg wynosił 9090 Mm przy prędkości 6 węzłów w położeniu nawodnym oraz 55 Mm przy prędkości 4 węzłów pod wodą. Zbiorniki mieściły 75 ton paliwa , a energia elektryczna magazynowana była w dwóch bateriach akumulatorów po 62 ogniwa, zlokalizowanych pod przednim i tylnym pomieszczeniem mieszkalnym załogi. Dopuszczalna głębokość zanurzenia wynosiła 50 metrów , zaś czas wykonania manewru zanurzenia 30 sekund.
Głównym uzbrojeniem okrętu było pięć wewnętrznych wyrzutni torped kalibru 500 mm: cztery dziobowe i jedna na rufie, z łącznym zapasem 10 torped. Broń artyleryjską stanowiło umieszczone przed kioskiem działo pokładowe kalibru 8,8 cm TK C/08 L/30, z zapasem amunicji wynoszącym od 160 do 296 naboi . Okręt wyposażony był w dwa peryskopy: wachtowy i bojowy. Wyposażenie ratownicze stanowiła umieszczona na pokładzie łódź ratunkowa.
Załoga okrętu składała się z trzech oficerów oraz 31 podoficerów i marynarzy.

## Służba

### 1917 rok
SM UB-67 został wcielony do służby w Kaiserliche Marine 23 sierpnia 1917 roku . Dowódcą jednostki został mianowany por. mar. (niem. Oberleutnant zur See) Albrecht von Dewitz, dowodzący wcześniej UC-15, UB-14 i UC-38 . Po okresie szkolenia U-Boot 24 października wszedł w skład 5. Flotylli U-Bootów Hochseeflotte . Okręt miał zostać wysłany na Morze Śródziemne, jednak nigdy tam nie dotarł (w K.u.K. Kriegsmarine jednostka otrzymała oznaczenie U-67). 1 grudnia nowym dowódcą U-Boota został kpt. mar. (niem. Kapitänleutnant) Gerhard Schulz, dowodzący uprzednio UC-27 .

### 1918 rok
W 1918 roku na okręcie w miejsce działa kalibru 8,8 cm zamontowano działo kalibru 10,5 cm Utof C/16 L/45 (zapas pocisków wynosił od 108 do 192). 4 lutego w odległości 15 Mm na północny zachód od wyspy Inishtrahull UB-67 storpedował bez ostrzeżenia zbudowany w 1917 roku duży uzbrojony brytyjski parowiec „Aurania” o pojemności 13 936 BRT, płynący pod balastem z Liverpoolu do Nowego Jorku  . Trafiony dwoma torpedami ciężko uszkodzony statek został sztrandowany w pobliżu Tobermory, jednak ostatecznie uległ zniszczeniu (na pozycji 56°36′N 6°20′W/56,600000 -6,333333; w wyniku ataku zginęło ośmiu członków załogi) .
1 kwietnia UB-67 został skierowany do Flotylli Szkolnej U-Bootów, gdzie służył jako jednostka szkolna . 21 października okręt ponownie przyporządkowano do formacji bojowej – 1. Flotylli U-Bootów Hochseeflotte . Tego dnia dowództwo U-Boota objął por. mar. Hellmuth von Doemming, dowodzący poprzednio UC-52 . 25 października UB-67 wyszedł z Helgolandu, by wziąć udział w planowanej operacji sił głównych Hochseeflotte przeciwko Royal Navy. Rankiem 4 listopada w odległości 12 Mm na północny wschód od Sunderlandu U-Boot doznał lekkich uszkodzeń w wyniku pojedynku artyleryjskiego z brytyjskim okrętem patrolowym. Wieczorem 10 listopada nieopodal wysp Farne (na pozycji 55°38′N 1°30′W/55,633333 -1,500000) okręt podwodny będąc w zanurzeniu wystrzelił pojedynczą torpedę w kierunku zbudowanego w 1916 roku brytyjskiego trałowca HMS „Ascot” o wyporności 810 ton . Trafiona jednostka zatonęła, a w wyniku ataku zginęło 51 członków załogi . HMS „Ascot” był ostatnim alianckim okrętem zatopionym podczas I wojny światowej . U-Boot dotarł do bazy w Kilonii 13 listopada.
Po zakończeniu działań wojennych, w myśl postanowień rozejmu w Compiègne, SM UB-64 został 24 listopada 1918 roku poddany Brytyjczykom, a w 1922 roku złomowano go w Swansea.

## Podsumowanie działalności bojowej
W latach 1917–1918 SM UB-67 odbył łącznie trzy patrole bojowe, podczas których zatopił jeden statek o pojemności 13 936 BRT i trałowiec o wyporności 810 ton  . Na pokładach zatopionych jednostek zginęło 59 osób, w tym 51 na brytyjskim trałowcu HMS „Ascot”  . Pełne zestawienie bojowych osiągnięć okrętu przedstawia poniższa tabela :
| Data              | Nazwa       | Państwo         | Tonaż      | Los jednostki |
| ----------------- | ----------- | --------------- | ---------- | ------------- |
| 4 lutego 1918     | „Aurania”   | Wielka Brytania | 13 936     | zatopiony     |
| 10 listopada 1918 | HMS „Ascot” | Royal Navy      | 810        | zatopiony     |
| RAZEM             | RAZEM       | zatopione:      | zatopione: | 2             |